# Weinbaukulturlandschaft der Insel Pico

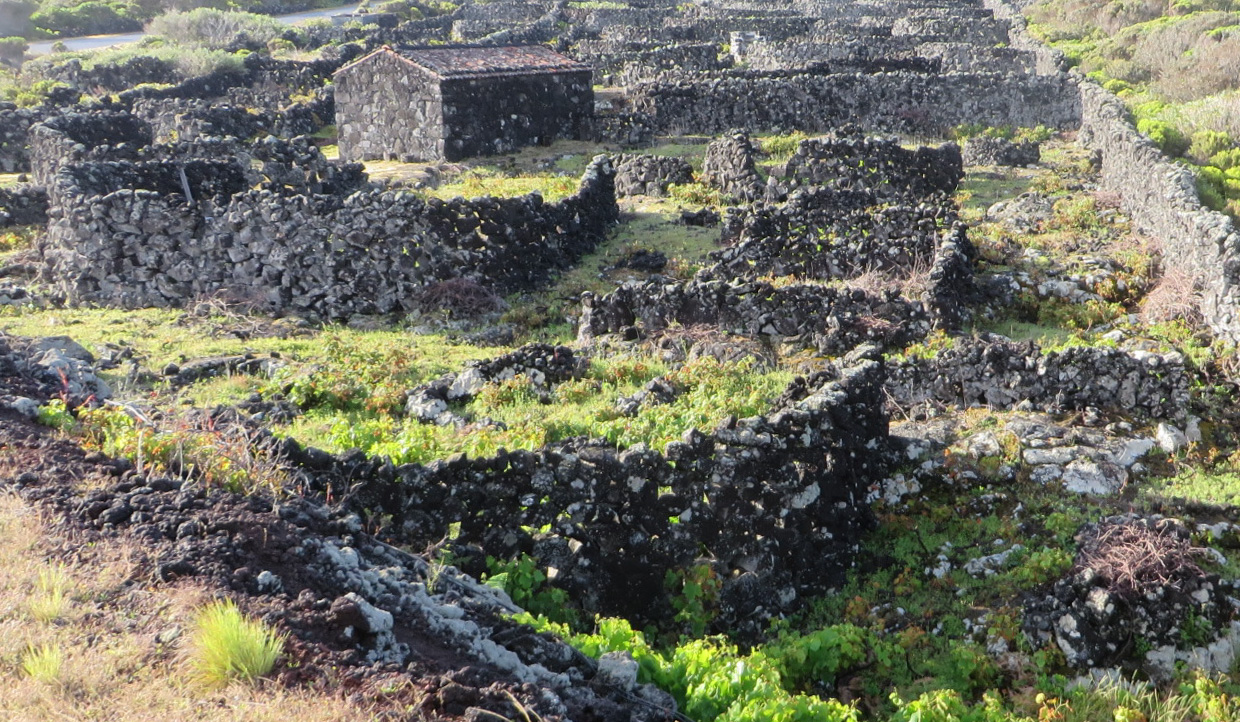
Weinberg auf Insel Pico mit Schutzmauern und Winzerhaus (Adega)

Weinbaugebiete auf der Insel Pico mit einer Gesamtfläche von 987 ha wurden 2004 zum UNESCO-Weltkulturerbe erklärt.

## Terroir
Die Insel Pico gehört zur Inselgruppe der Azoren mitten im Atlantik, deren Inseln alle vulkanischen Ursprungs sind. Am Fuße des Vulkans Pico, dem höchsten Berg Portugals, wurden seit dem 15. Jahrhundert Rebberge angelegt. Für den Weinbau wurden Terroirs aus Basaltlava gewählt, auf welchen andere Kulturen nicht gedeihen, weil auf diesem Lavagestein noch keine Bodenbildung stattgefunden hat. Spalten im Gestein ermöglichen den langen Wurzeln von Rebstöcken die Wasser- und Nährstoffaufnahme. Dank zeitweise intensiver Sonneneinstrahlung und dem dadurch aufgewärmten, dunklen Lavagestein als Wärmespeicher sowie dem mineralreichen Grund und ausreichender Feuchtigkeit können Trauben mit hohem Zuckergehalt und besonderer Mineralität gewonnen werden.

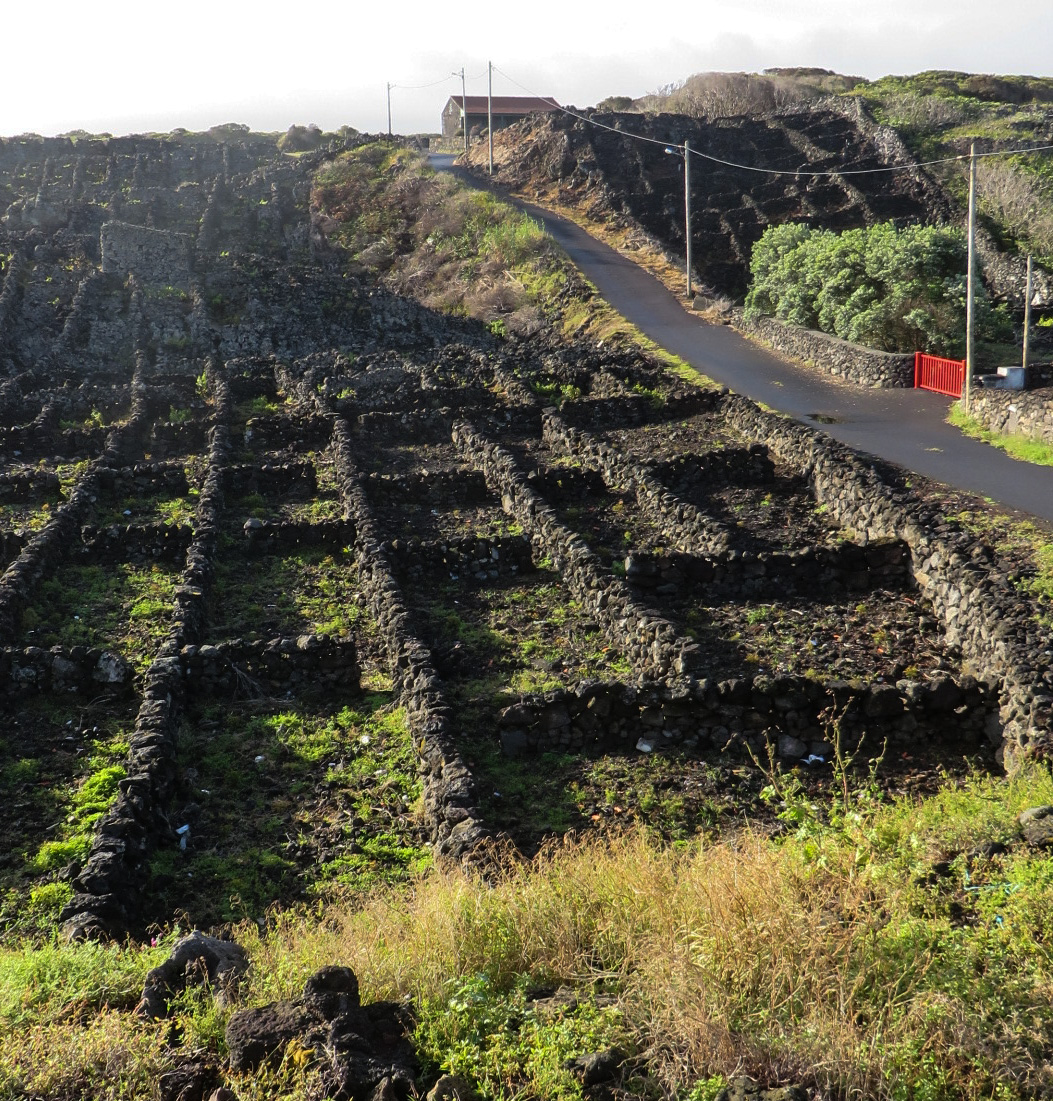
Lavamauern als kleine Rechtecke zum Schutz vor Winden.

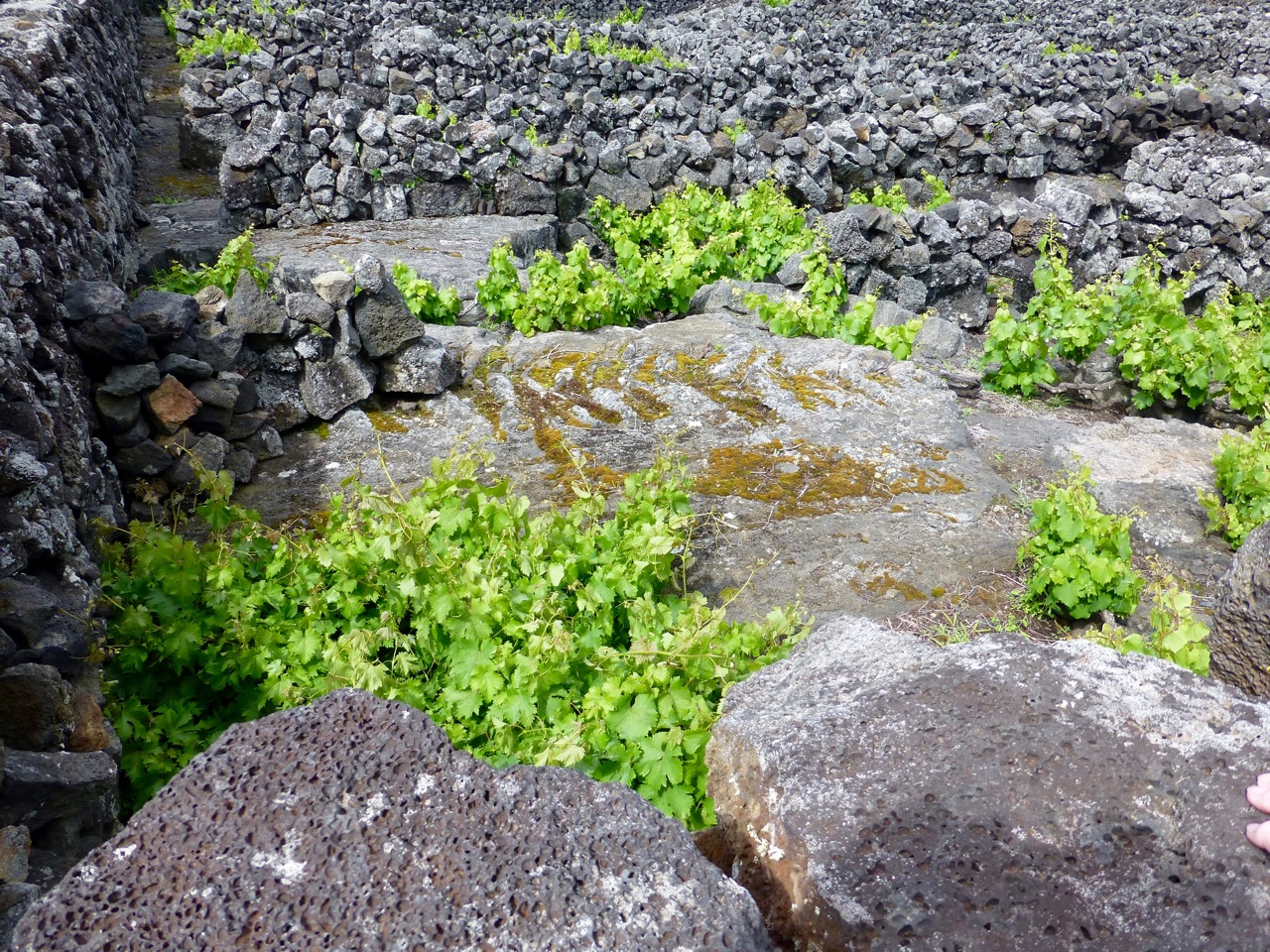
Rebstöcke mit tiefen Wurzeln in Ritzen des Lavagesteins

## Landschaftsgestaltung
Die durch die UNESCO erfassten Gebiete befinden sich hauptsächlich in der Nähe der Stadt Madalena (Azoren), wo das Museum Museu do Vinho die Geschichte und Methoden des Weinanbaus erläutert, auf der Westseite der Insel Pico. Das Weinanbaugebiet erstreckte sich ursprünglich auf einer Länge von 40 km am Meer entlang und bis zu 3 km landeinwärts. In Meeresnähe werden die Reben durch viele rechteckige oder halbrunde Schutzwälle aus dunklem Lavagestein vor salzhaltigen, vom Meer her kommenden Winden geschützt. Kleine Winzerhäuser, ebenfalls aus Lavasteinen aufgebaut und Adegas genannt, gehören zum typischen Landschaftsbild und sind Teil dieses Weltkulturerbes.

## Rebsorten und Erzeugnisse

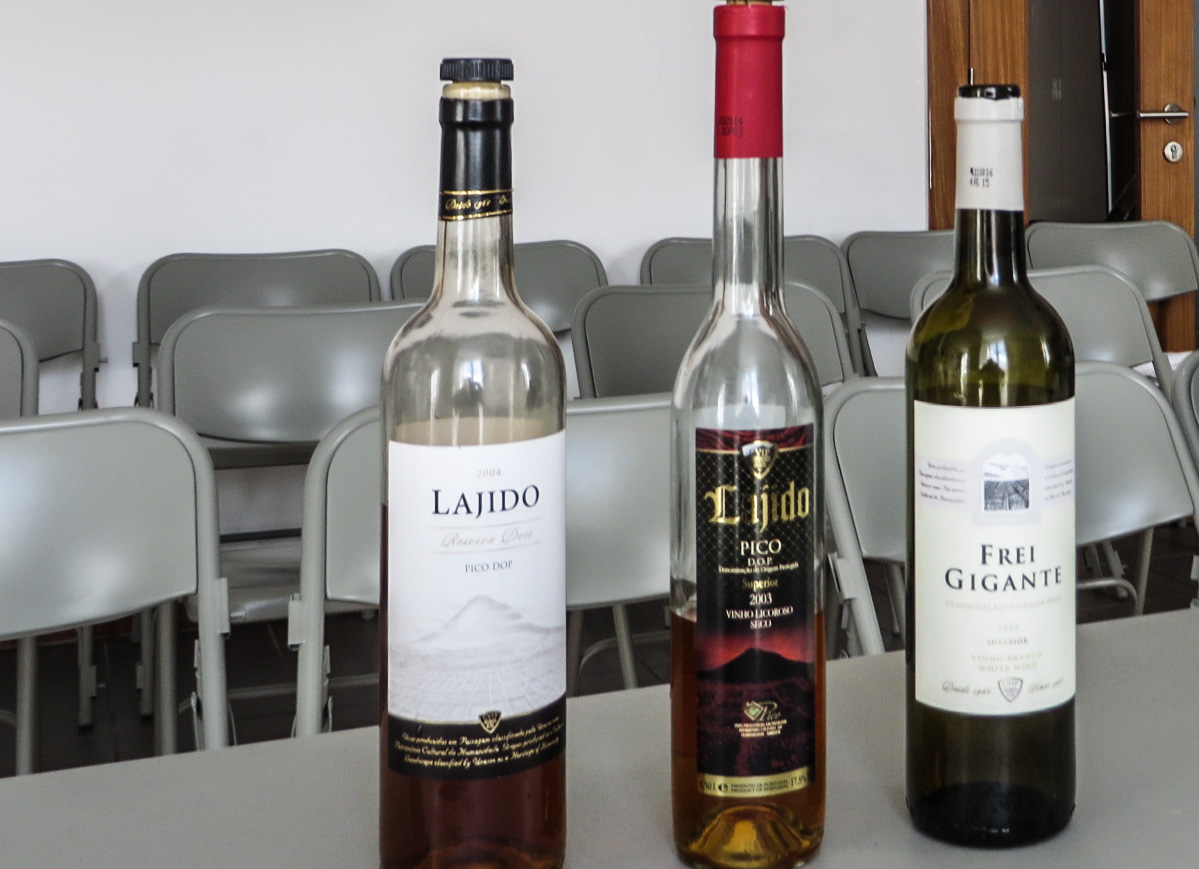
Selektion von Weißweinen DOC Pico.

Insbesondere Weine aus der Verdelho-Traube sorgten frühzeitig für internationale Bekanntheit der Weine aus Pico. So wurden Pico-Weine in den Kellern von Zar Nikolaus II gefunden. Im letzten Viertel des 19. Jahrhunderts zerstörte jedoch die Reblaus auch auf den Azoren die meisten Rebstöcke. Danach wurden hauptsächlich gegen die Reblaus resistente sogenannte Amerikanerreben (Hybride mit nordamerikanischen Wildreben) angepflanzt, welche nur minderwertige Weine ergeben. Erst seit den 1980er-Jahren werden dank dem Azores Wine Conversation Plan mit staatlicher Unterstützung wieder Edelreben angepflanzt, welche die bisherigen Hybride ersetzen. Die drei traditionelle Rebsorten Verdelho, Arinto dos Açores und Terrantez werden heute für ursprungsgeschützte, durch zusätzlichen Branntwein angereicherte weiße Likörweine verwendet. Seit 1994 tragen diese Liköre die Qualitäts- und Lagebezeichnung V.L.Q.P.R.D. Pico. Wie bei den spanischen Sherry-Weinen gibt es trockenere und süssere Liköre je nach Restzuckergehalt. Später folgte die Bezeichnung Denominaçao de Origem Controlado DOC für ausgewählte Weine aus diesem begrenzten Gebiet. Aus denselben Weißweinsorten werden auch fruchtige, säurebetonte, trockene Weißweine erzeugt. Zudem werden mehrere Rebsorten für Rotweine angepflanzt, so Merlot, Saborinho, Cabernet Franc, Cabernet Sauvignon, Syrah und Touriga Nacional. Daraus werden Weine wie der Terras de Lava mit der Bezeichnung Azores PGI (Protected Geographical Indication) und der Tischwein Basalto hergestellt. Zusätzlich werden verschiedene Sorten von Weinbränden destilliert.